# قلعه جرمو
قلعه جَرمو محلی باستان‌شناسی مربوط به دوران نوسنگی در کوهپایه زاگرس واقع در شرق شهرستان چهمچهماڵ در استان (سلێمانی) اقلیم کوردستان عراق است. تاریخ سکونت انسانی در جرمو به 7 هزار سال پیش از میلاد می‌رسد و از آن به عنوان قدیمی‌ترین اجتماع کشاورزی در جهان یاد می‌شود. سکونت در این محل در بازه‌ای زمانی آغاز شد که اریحا در شرق مدیترانه و چاتال‌هویوک در آناتولی هم حدوداً در همان بازه زمانی قرار می‌گیرند.
کاوشگاه جرمو در حدود ۱۲ تا ۱۶ هزار متر مربع مساحت دارد و ارتفاع آن از سطح دریا ۸۰۰ متر است. کمربندی از بیشه‌های بلوط و پسته این محل را دربر گرفته‌است.
یافته شدن ابزاری از جنس سنگ ابسیدین که از دریاچه وان آمده و صدف‌های تزئینی خلیج فارس در میان ابزار کاوشگاه جرمو، نشان می‌دهد که مردم این محل تا اندازه‌ای به بازرگانی سازمان‌یافته نیز می‌پرداختند.

## نگارخانه

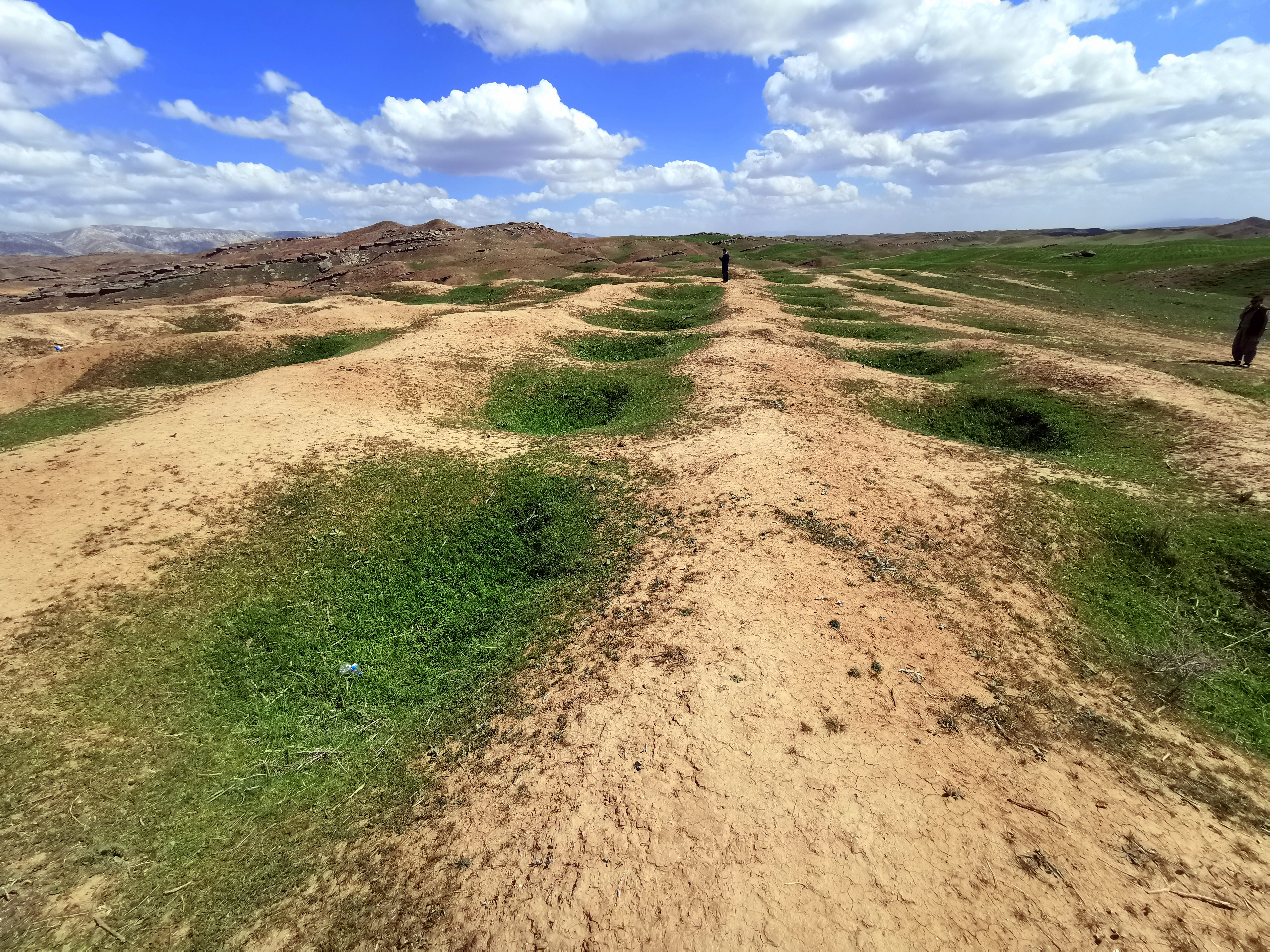
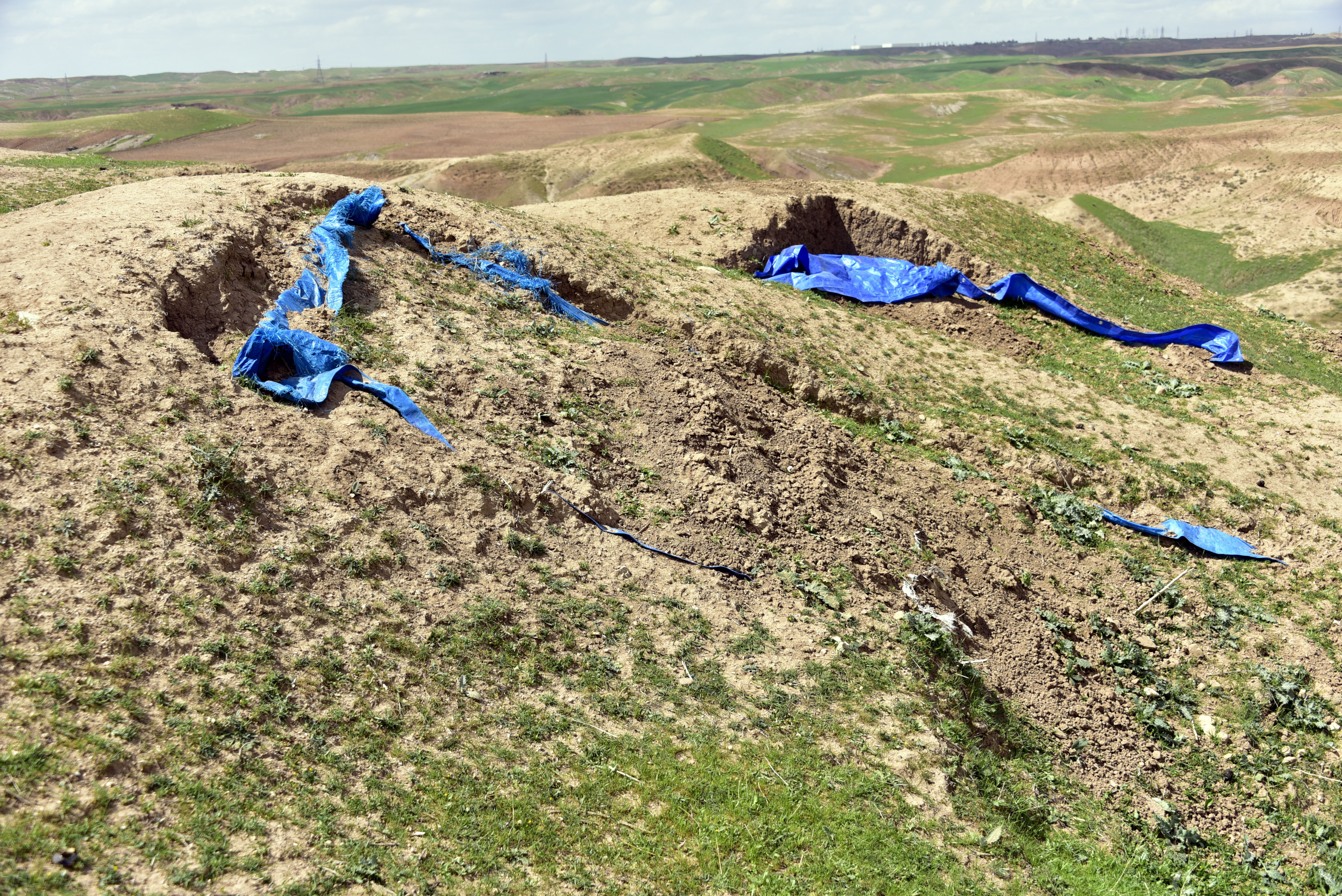
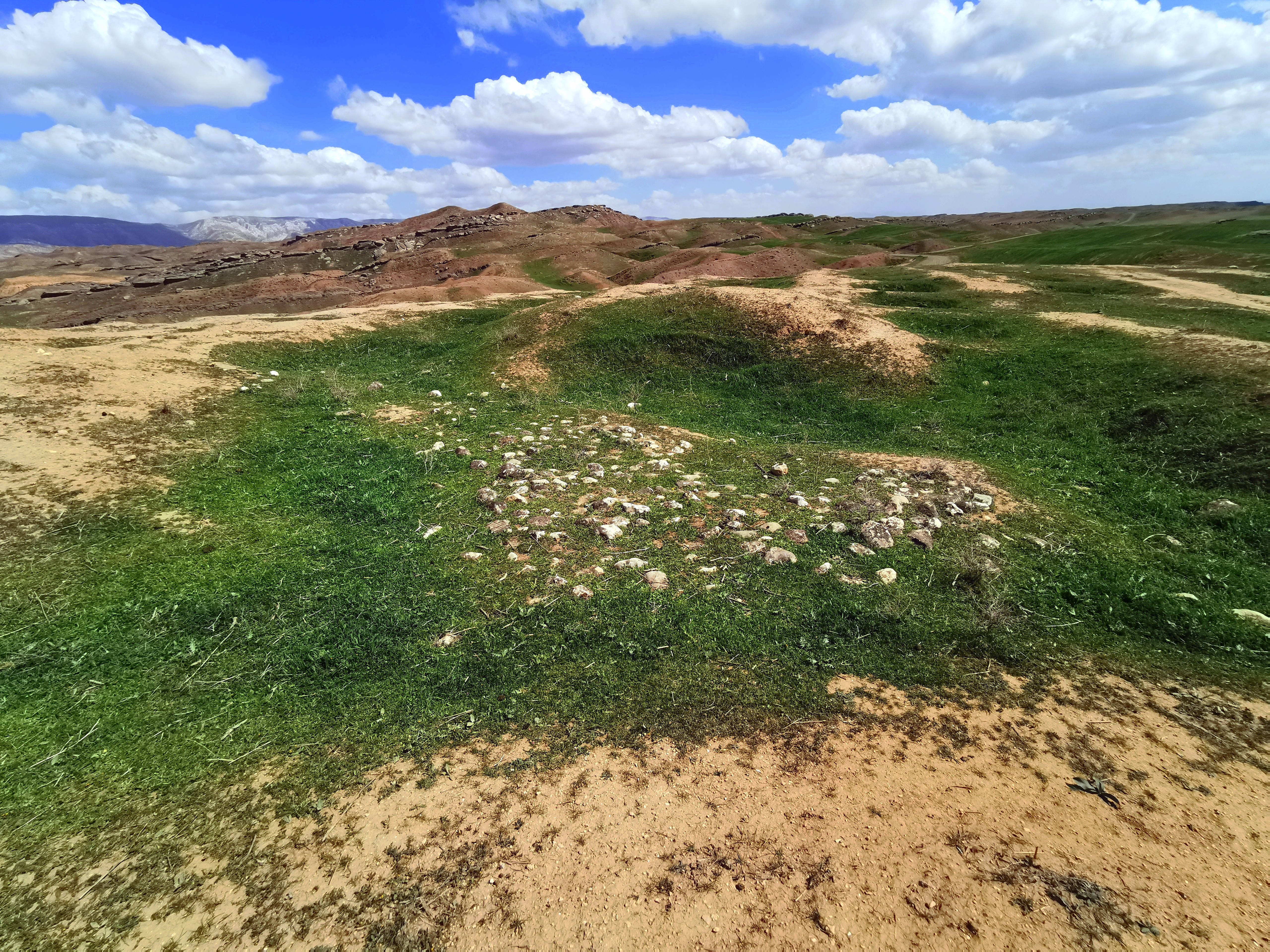
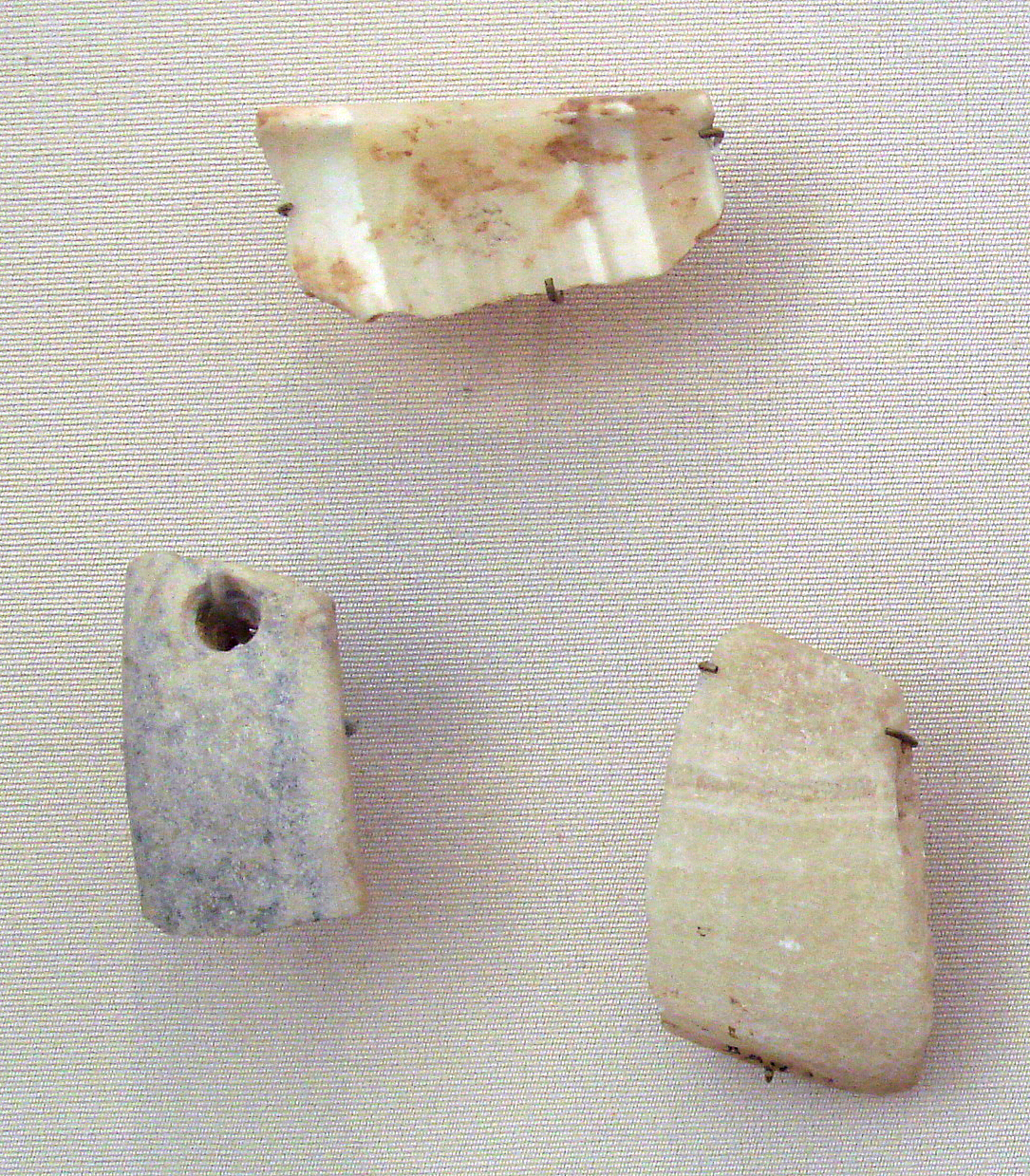